# Voyages avec ma tante
Pour plus de détails, voir Fiche technique et Distribution.
Voyages avec ma tante (Travels with My Aunt) est un film américain réalisé par George Cukor, sorti en 1972, adaptation du roman éponyme (en) de Graham Greene.

## Synopsis
Londres. Lors des obsèques de sa mère, Henry Pulling - directeur d'une succursale bancaire mis en congé - fait la connaissance de sa tante Augusta, sœur de la défunte. Très casanier, il n'a qu'une seule passion, les dahlias. Sa tante, dont un medium sierraléonais partage la vie, a eu une vie très remplie, et a même posé pour Modigliani. Celle-ci va entraîner son neveu dans un périple tumultueux en vue de payer une rançon de 100 000 dollars pour faire libérer Ercole Visconti, le grand amour de sa vie. Paris, Milan, l'Orient-Express, un passage éclair à Istanbul avant d'être renvoyés à Paris : les relations entre la tante et son neveu s'approfondissent à mesure que les obstacles s'accumulent. Augusta cherche alors à renouer avec Achille Dambreuse, un de ses anciens, mais très riche, amoureux. Le décès inopiné de celui-ci permet à l'héroïne de remettre la main sur le tableau de Modigliani la représentant et dont la valeur permet de satisfaire à la libération de Visconti. Henry, fatigué des incartades de sa tante, décide de la laisser, mais celle-ci lui avoue que Visconti est son père. Ils partent alors négocier en Afrique la libération de celui-ci, mais au moment de la remise de la rançon, ce dernier révèle qu'il a lui-même monté l'opération, et il part avec son butin. La déception est de courte durée, car Henry a pris le soin préalable de subtiliser les billets. Il déclare aussi avoir compris qu'Augusta est sa vraie mère, mais souhaite voir leur vie prendre un cours moins illégal. Ils lancent une pièce pour tirer leur futur à pile ou face.

## Fiche technique
- Titre : Voyages avec ma tante
- Titre original : Travels with My Aunt
- Réalisation : George Cukor
- Scénario : Jay Presson Allen, Hugh Wheeler et Katharine Hepburn (non créditée) d'après le roman éponyme de Graham Greene
- Production : James Cresson, Robert Fryer (en)
- Société de production : Metro-Goldwyn-Mayer
- Musique : Tony Hatch
- Photographie : Douglas Slocombe
- Costumes : Anthony Powell
- Montage : John Bloom
- Pays de production : États-Unis
- Format : Couleurs - 2,35:1 - Mono
- Genre : Aventure et comédie
- Durée : 109 minutes
- Date de sortie : 1972

## Distribution
- Maggie Smith (VF : Jacqueline Porel) : Aunt Augusta Bertram
- Alec McCowen (VF : Jean Lagache) : Henry Pulling
- Louis Gossett Jr. (VF : Georges Aminel) : Zachary
- Robert Stephens : Ercole Visconti
- Cindy Williams : Tooley
- Robert Flemyng : Crowder
- José Luis López Vázquez : Achille Dambreuse
- Raymond Gérôme : Mario
- Daniel Emilfork : Colonel Hakim
- Corinne Marchand : Louise
- David Swift : Inspecteur de police John Sparrow
- Bernard Holley : Bobby
- Antonio Pica : l'homme élégant
- Diane Lepvrier : Rita (non créditée)